# Diligenza (carrozza)

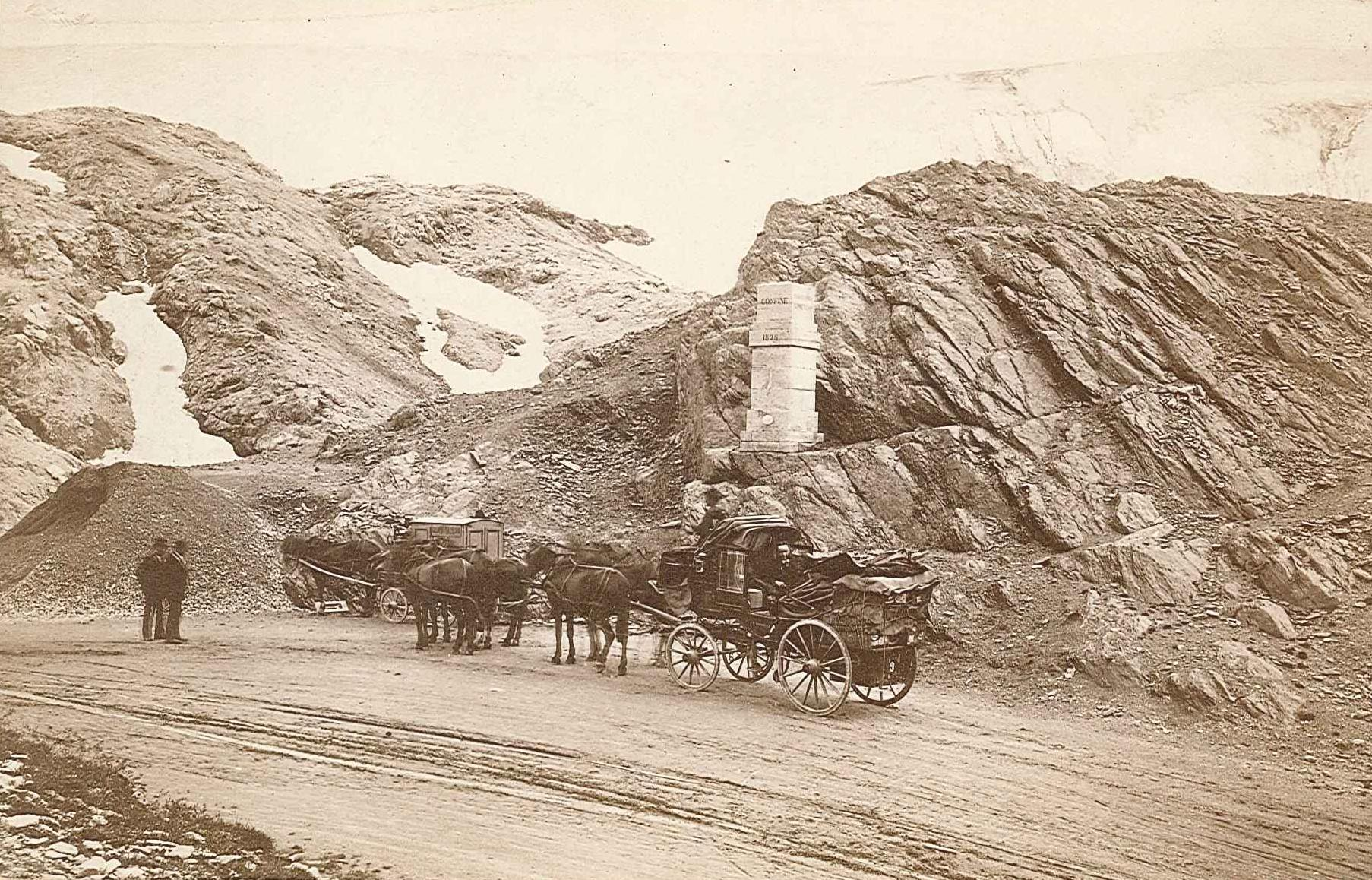
Una diligenza presso il passo dello Stelvio, nel 1881

La diligenza era un tipo di carrozza a quattro ruote, solitamente trainata da quattro cavalli, utilizzata per il trasporto di linea di passeggeri e bagagli prima dell'avvento della ferrovia e degli autoservizi.

## Caratteristiche

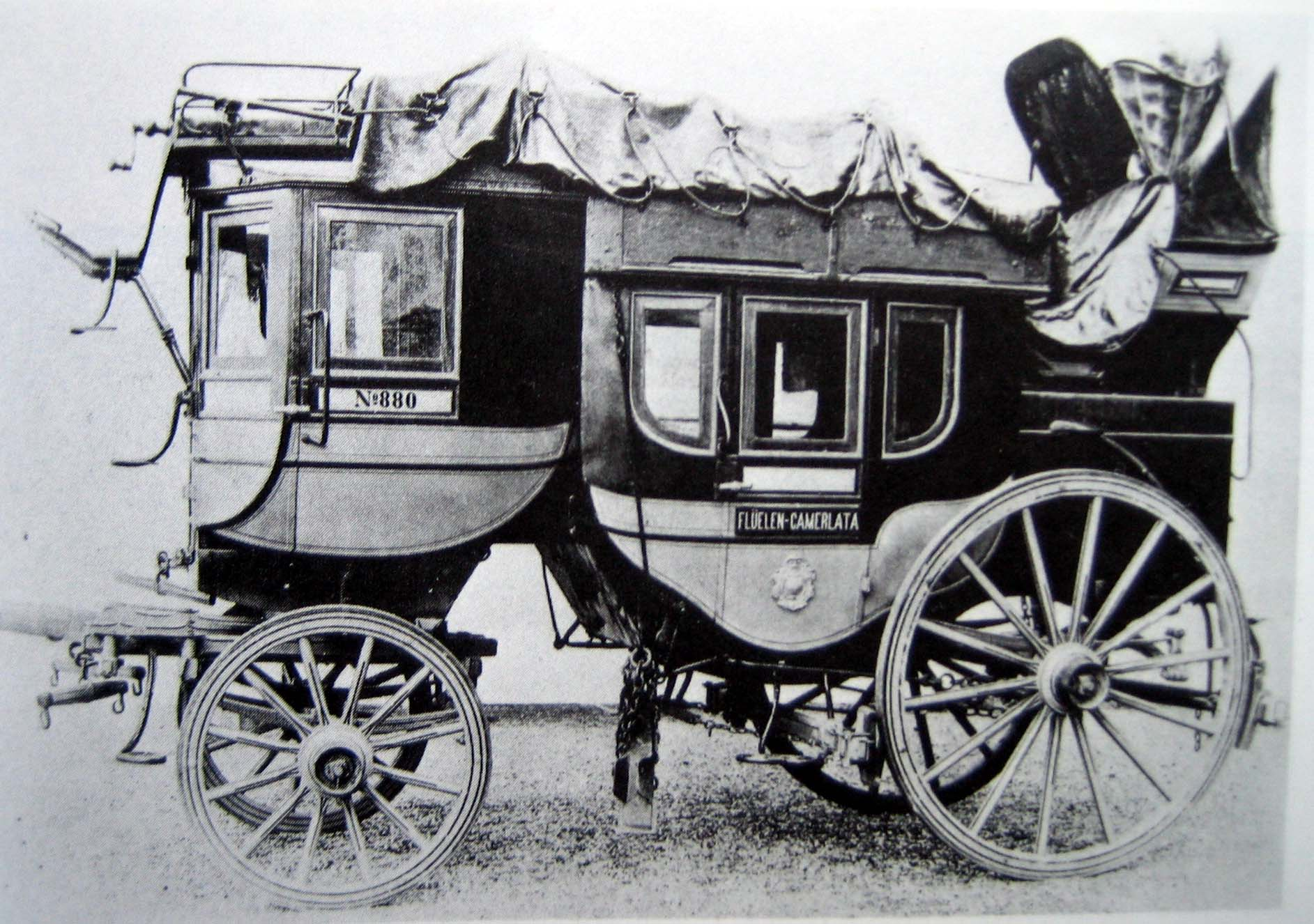
La diligenza del Gottardo

Una diligenza era in grado di ospitare fino a trenta persone, i sedili erano anatomici ed era dotata di sospensioni tra il vano passeggeri e le ruote per scongiurare gli scossoni dovuti a buche e sassi sulla strada.
Nel corso dei decenni i modelli di diligenza divennero sempre più grandi e complessi, tuttavia crescendo in altezza perdevano in stabilità. Al suo apogeo la diligenza era divisa in tre scompartimenti, che partendo da davanti erano il berlingot o coupé (qualche volta il cabriolet), la berlina e in fondo la rotonda o tonneau. I posti erano tre nel coupé, sei nella berlina e quattro nella rotonda, e il loro prezzo scendeva dagli scompartimenti anteriori a quelli posteriori.
I bagagli venivano collocati sul tettuccio del vano passeggeri, dove potevano essere caricate anche molte valigie.
Sopra il coupé era posta una panchetta, detta imperiale, dove potevano sedersi altri passeggeri, che venivano protetti dalla pioggia e dal freddo mediante una capote di cuoio e legno; erano i posti più economici. Il personale era costituito generalmente da due operatori: il cocchiere, che sedeva a cassetta e guidava i cavalli, ed un postiglione che durante il viaggio cavalcava il cavallo davanti a sinistra. I cavalli venivano cambiati ad ogni stazione di posta. La sosta nelle stazioni rappresentava anche la fermata per la salita e la discesa dei passeggeri. Inoltre, i viaggiatori che proseguivano, durante il cambio potevano mangiare nella locanda di posta.

## Storia

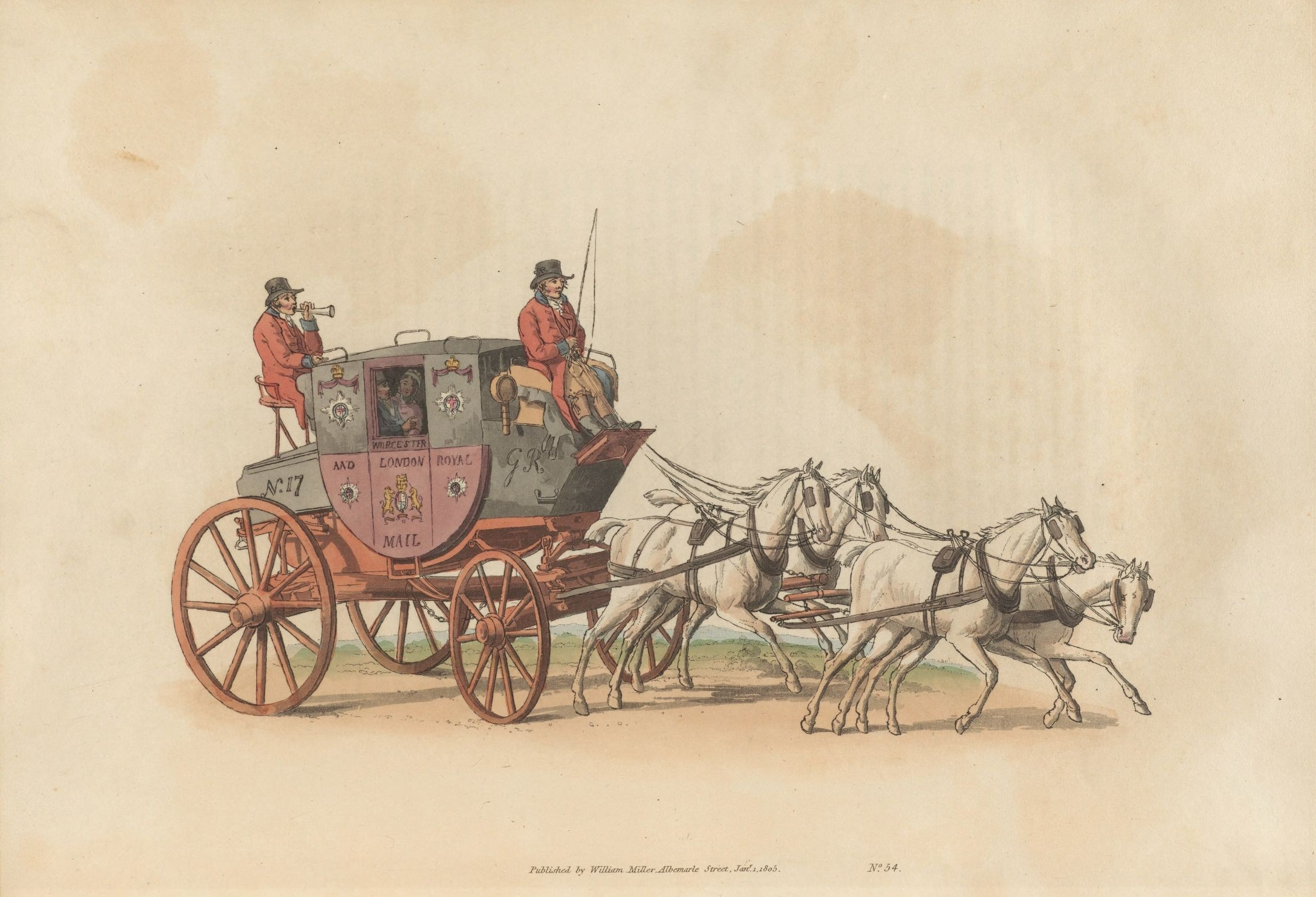
"Mail coach" dipinta con i colori del Post Office, rosso e nero

I trasporti per diligenza nacquero in Inghilterra nel Seicento ed erano gestiti dal General Post Office, utilizzando la rete già esistente delle stazioni di posta. Inizialmente si usavano le normali carrozze, e quando furono inventate, le berline, che ospitavano dai quattro ai sei passeggeri. Il servizio di diligenze funzionava solo lungo le "strade postali", che collegavano la capitale alle maggiori città, e lungo le quali erano organizzate le stazioni di posta.
Nel 1678 nacque la rete delle linee di diligenze francesi sotto l'amministrazione statale delle Messageries Royales.
Alla fine del Settecento, grazie alle riforme del ministro francese Turgot e del cancelliere britannico Pitt il giovane, vi fu un progresso nel servizio che introdusse anche nuovi modelli di diligenza.
Nel 1775 il primo Contrôleur général des finances di Francia fece costruire una carrozza da quattro a otto posti, tirata da sei a otto cavalli e chiamata in suo onore "turgotine".
Nel 1784 il cancelliere dello Scacchiere britannico Pitt il giovane introdusse le "mail-coaches", che poi si diffusero in altri paesi europei, le quali assicuravano un servizio misto di posta e passeggeri e facevano meno fermate delle diligenze ordinarie, più rapido delle normali diligenze ma anche più costoso; in Italia queste vetture presero il nome di "velociferi".

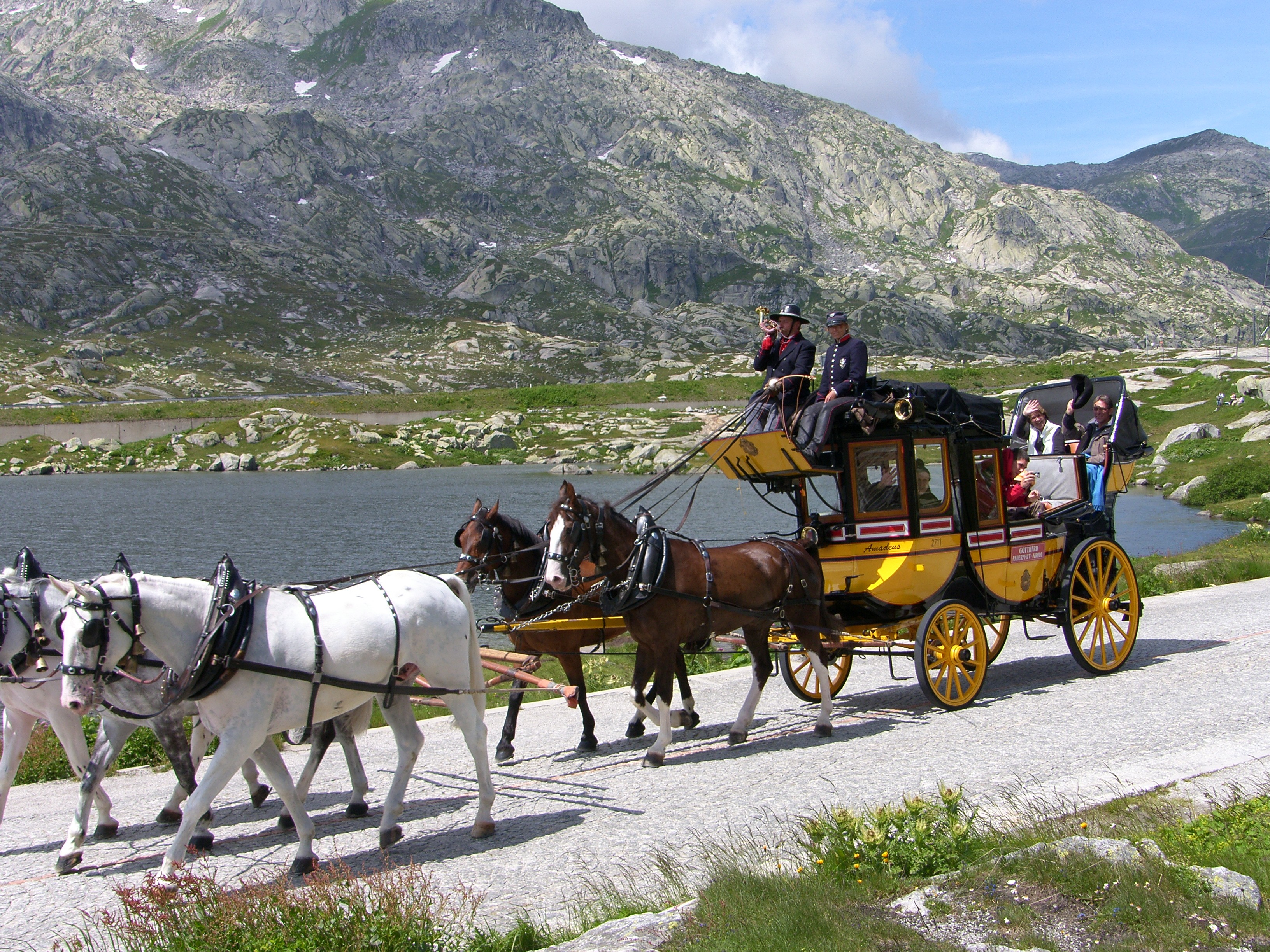
La diligenza del San Gottardo

Durante la Restaurazione si svilupparono le "grandi diligenze" divise in due o tre scompartimenti. La più famosa diligenza di questo tipo fu quella del Gottardo, che superava le Alpi a 2.108 metri d'altezza. La linea del Gottardo durò dal 1835 al 1926, quando fu sostituita dalla corriera. In questo periodo a Milano, oltre al "servizio erariale" (cioè le Regie Imperiali Poste) operavano varie compagnie private, fra cui la più importante era l'Impresa Generale Franchetti.
A Torino operavano due compagnie, le Regie Messaggerie d'Italia (o Messaggerie sarde) dei fratelli Bonafous, che operavano in collegamento con le Messaggerie francesi, ed i Regi Velociferi.

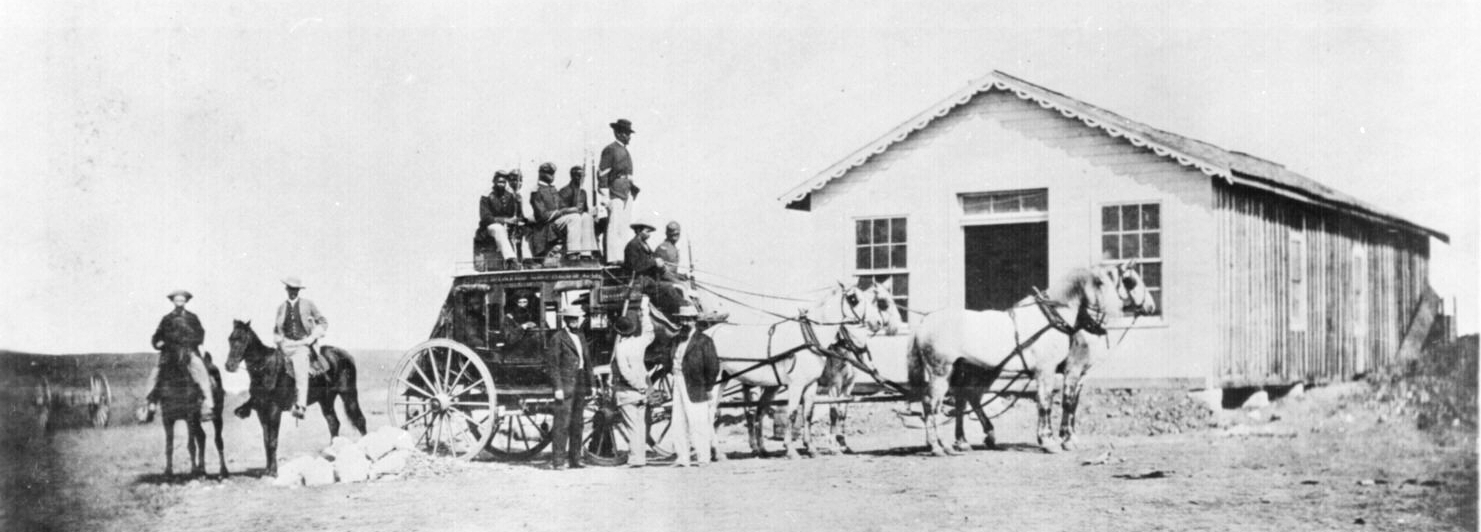
Soldati di colore di guardia a una diligenza modello Concord 1869

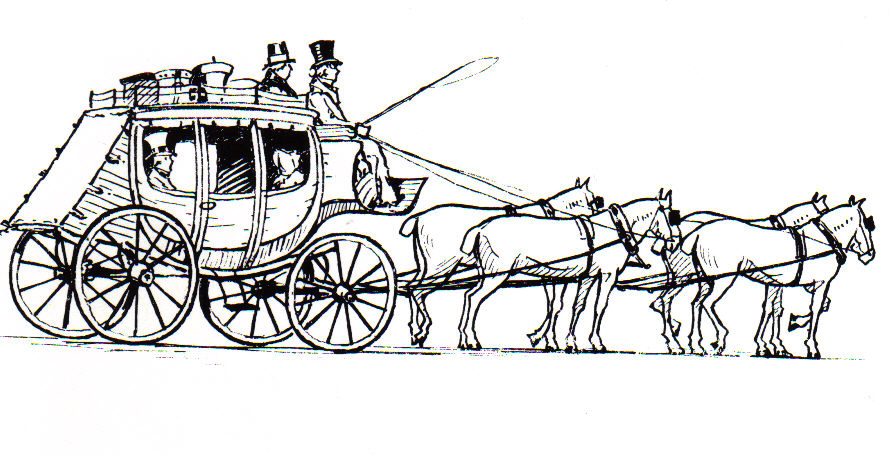
La tipica diligenza americana modello Concord

Nel 1813 il giovane Lewis Downing aprì una bottega di carraio a Concord, nel New Hampshire. Le sue diligenze ebbero così successo che aprì una vera manifattura (la Abbot-Downing and Company) ed il suo modello di diligenza venne adottato da molte altre compagnie degli Stati Uniti.
Sulle strade del Far West, a cassetta sedevano il conducente (Whipster), che generalmente sedeva a sinistra, ed una guardia armata (lo Shotgun), che sedeva a destra. Su queste piste si succedettero compagnie rese leggendarie dal cinema, come la Butterfield Overland Mail Company, la Central Overland California and Pikes Peak Express Company (Overland Express) e la Wells Fargo.
Nella seconda metà dell'Ottocento la diligenza scomparve progressivamente dai grandi assi viari, sostituita dalla ferrovia. Contemporaneamente, tuttavia aumentò il numero delle linee su percorsi secondari non serviti dalla ferrovia; su queste linee la diligenza fu sostituita dalle corriere solo negli anni venti.
Attualmente le diligenze sono in disuso, tuttavia sono talvolta utilizzate per viaggi turistici.